# Marsha Jordan
Marsha Jordan (eigentlich Carolyn Marcel Jordan in Gadsden, Alabama geboren) ist eine ehemalige US-amerikanische Schauspielerin und Erotik-Model. Bekannt wurde sie in den USA als Star von Sexploitationfilmen in den 1960er und 1970er Jahren.

## Karriere
Die Stewardess Marsha Jordan wurde während eines Aufenthaltes in Los Angeles für den Film entdeckt. In den 1960er und 1970er Jahren spielte sie Haupt- und Nebenrollen in rund 40 Sexploitationfilmen, die sich besonders in den USA großer Beliebtheit erfreuten und in zahlreichen Kinos liefen. Jordan erregte jedoch mehr Aufsehen durch ihre kurvenreiche Figur als durch schauspielerische Leistungen.
Zu ihren Regisseuren  zählten u. a. Harry Novak, David F. Friedman und Stephen C. Apostolof, der sie in Soft-Erotikfilmen wie Der Ritt der Lady Godiva (1969) und Snow Bunnies (1972) in Hauptrollen besetzte. Erwähnenswert ist außerdem der Film Junges Blut für Dracula (1970). Mit dem Aufkommen der Hardcore Pornos und Filmen wie Deep Throat verschwand das Interesse an den eher harmlosen Sexploitationfilmen und auch an ihren Stars. Marsha Jordan zog sich Mitte der 1970er Jahre aus dem Filmgeschäft ins Privatleben zurück.

## Filmografie (Auswahl)
- 1962: Bachelor Tom Peeping
- 1964: Dr. Sex
- 1968: Django Nudo und die lüsternen Mädchen von Porno Hill (Brand of Shame)
- 1968: Verführung in der Pause (College Girls)
- 1968: Die wilden nackten Mädchen (The Wild Females)
- 1968: Sekretärinnen-Report (Office Love-in, White-Collar Style)
- 1969: Pornografie in Fesseln (2069 A.D.)
- 1969: Der große Arztreport, 1. Teil: Infrasexum, das Geheimnis der Potenz (Infrasexum)
- 1970: Junges Blut für Dracula (Count Yorga, Vampire)
- 1970: Marsha: The Erotic Housewife
- 1972: Heißes Verlangen blutjunger Mädchen (The Class Reunion)
- 1972: Snow Bunnies – Die lüsternen Betthäschen (The Snow Bunnies)
- 1974: Wilde Lust (I Love You, I Love You Not)